# Helicodiscidae
Helicodiscidae – rodzina lądowych, ślepych ślimaków trzonkoocznych (Stylommatophora), obejmująca około 30 gatunków występujących w Ameryce, krainie australijskiej i w Europie (w tym jeden w Polsce). Wcześniej zaliczane były w randze podrodziny do Endodontidae.
Muszla tych ślimaków jest mała, prawie płaska, z wąskimi, powoli narastającymi skrętami.

## Podział systematyczny
W obrębie rodziny Helicodiscidae wyróżnia się następujące podrodziny i rodzaje:
- Helicodiscinae Pilsbry, 1927
  - Chanomphalus Strebel & Pfeffer, 1879
  - Helicodiscus E.S. Morse, 1864
  - Polygyriscus Pilsbry, 1948
  - Speleodiscoides A.G. Smith, 1957
- Lucilla R.T. Lowe, 1852 (rodzaj nieprzypisany do żadnej z podrodzin)
- Stenopylinae Thiele, 1931
  - Stenopylis Fulton, 1914

Rodzajem typowym rodziny jest Helicodiscus.